# Lasionycta dovrensis
Lasionycta dovrensis là một loài bướm đêm trong họ Noctuidae.